# Heinz Pensky
Heinz Pensky (* 22. August 1921 in Essen; † 4. November 2009 in Ratingen) war ein deutscher Politiker (SPD). Er war von 1969 bis 1983 Bundestagsabgeordneter und von 1989 bis 1994 Landrat im Kreis Mettmann. Er war von Beruf Kriminalbeamter und engagierte sich als Gewerkschafter in der GdP. 

## Leben und Beruf
Nach dem Besuch der Volksschule absolvierte Pensky eine Ausbildung zum Elektrotechniker. 1941 wurde er zur Wehrmacht eingezogen und nahm anschließend bis 1945 als Soldat am Zweiten Weltkrieg teil. Nach dem Kriegsende trat er in den Polizeidienst ein, studierte vier Semester Öffentliches Recht an der Verwaltungs- und Wirtschaftsakademie und wechselte anschließend in den kriminalpolizeilichen Dienst. Zudem engagierte sich in der Gewerkschaft der Polizei (GdP) und war von 1954 bis 1985 Landesgeschäftsführer des Verbandes in Nordrhein-Westfalen.

## Partei
Bereits in der Endphase der Weimarer Republik engagierte sich Pensky von 1929 bis 1933 in der Sozialistischen Jugendbewegung. Er trat 1953 in die SPD ein, wurde 1959 zum Vorsitzenden des SPD-Ortsvereins Hösel gewählt und gehörte daneben Unterbezirks- und Bezirksvorständen der Partei an. Von 1975 bis 1988 war er stellvertretender Vorsitzender des SPD-Kreisverbands Mettmann.

## Abgeordneter
Pensky wurde in den Rat der Gemeinde Hösel gewählt. 
Dem Deutschen Bundestag gehörte er von 1969 bis 1983 an. Im Parlament vertrat er bis 1980 den Wahlkreis Düsseldorf-Mettmann I und anschließend bis 1983 den Wahlkreis Mettmann II.

## Öffentliche Ämter
Pensky amtierte von 1984 bis 1989 als stellvertretender Landrat und anschließend bis 1994 als Landrat des Kreises Mettmann.

## Auszeichnungen
- 1973 Bundesverdienstkreuz Erster Klasse[2]
- 1981 Großes Verdienstkreuz[2]
- 1992 Verdienstorden des Landes Nordrhein-Westfalen[2]